# SOS Carros
SOS Carros é uma série de televisão automotiva, que vai ao ar no National Geographic do Reino Unido. A série começou em 2013, e é apresentado por Tim Shaw e Fuzz Townshend. Ela apresenta Shaw e Townshend restaurando carros clássicos de toda a Europa, muitas vezes, começando em estados graves e condições precárias. O proprietário, e seu carro, sem o conhecimento dele, são indicados por um parente ou amigo, devido a uma incapacidade de restaurar o veículo por si mesmos, muitas vezes por causa de razões médicas e/ou financeiros. Os proprietários são, então, surpreendidos com o carro, uma vez que o trabalho está completo, em um evento encenado geralmente por Shaw. Em uma série especial de três episódio no entanto, o proprietário estava ciente e o carro, um 1962 Sebring Austin-Healey Sprite, uma vez dirigido por uma equipe de corrida que incluía Steve McQueen e Sir Stirling Moss (o último dos quais apresentado no episódio) foi restaurado devido ao seu significado para o mundo de carros clássicos e foi colocado no Motor Heritage Centre, quando concluído.

## Apresentadores
A série é apresentada pelo engenheiro entusiasta de motores veiculares Tim Shaw, e pelo músico e mecânico Fuzz Townshend. Townshend lidera uma equipe de especialistas em restauração de carros que trabalham principalmente fora da câmera, embora eles tenham participações especiais ocasionais, mais notavelmente as aparições de 'Workshop' Phil Palmer dentro de esquetes ou momentos com script leves que ocorrem dentro da oficina.

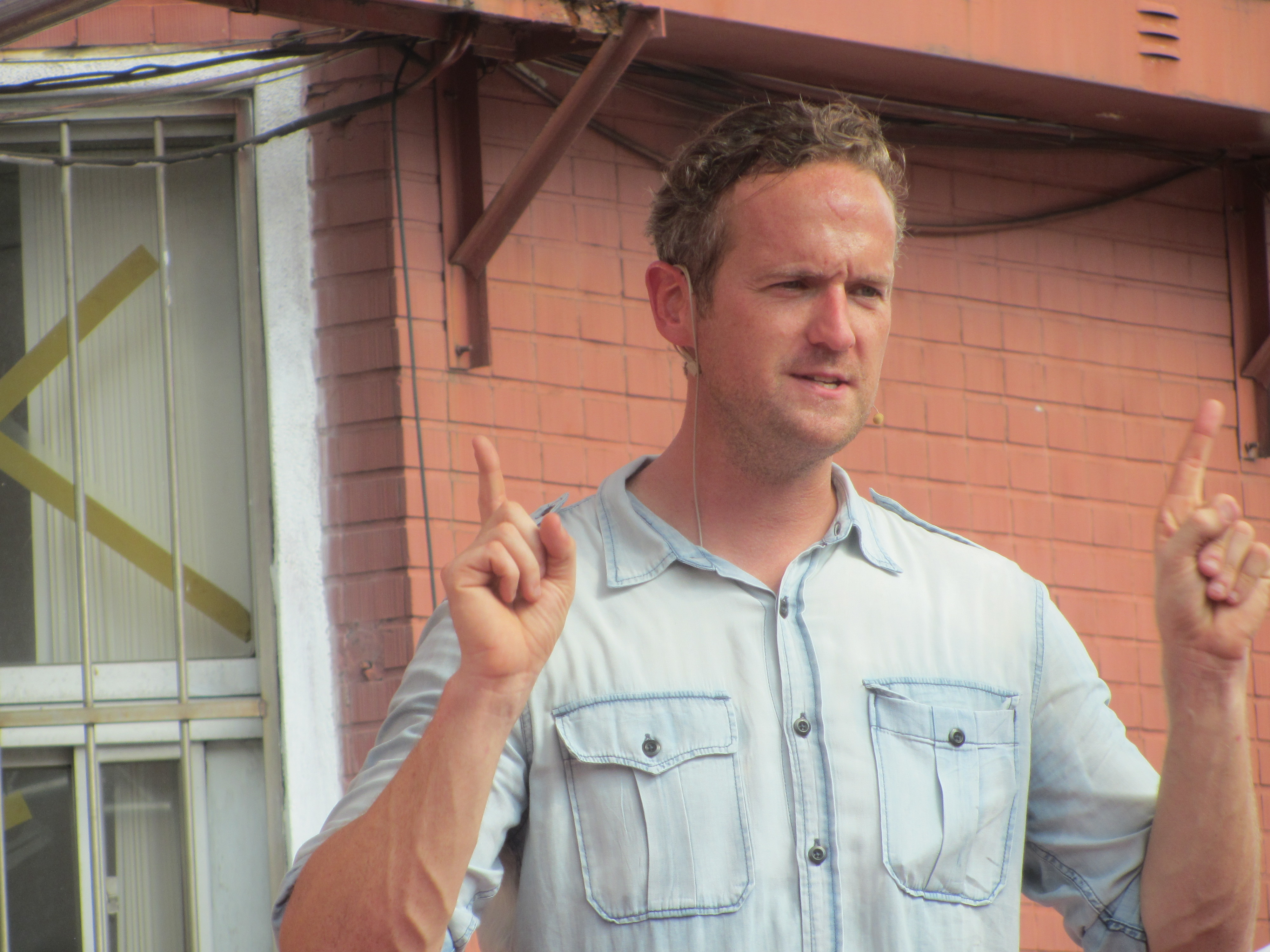
Apresentador, Tim Shaw.

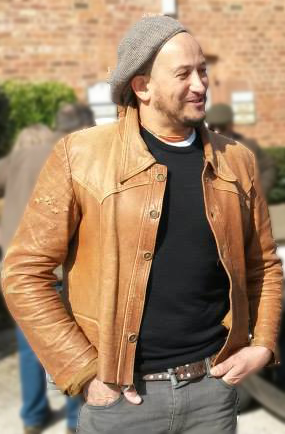
Apresentador, Fuzz Townshend.

## Formato
Cada episódio começa com Shaw e Townshend pegando e avaliando o carro que será restaurado. Shaw vai discutir por que o carro está sendo restaurado com parentes do candidato, enquanto Townshend inspeciona o estado do carro, que elabora a quantidade de trabalho necessário. O carro é, então, içado em um trailer, e levado para Worksop de Townshend em Walsall, onde ele é inspecionado mais a fundo. Quando o trabalho de restaurar o carro começa, Shaw dá uma lista e viaja pelo país para encontrar as peças necessárias, muitas vezes retratados em uma mini-comédia. Shaw e Townshend irão ocasionalmente parar a restauração, e visitar outros modelos restaurados do mesmo carro, fazer teste de condução e conversar com outros proprietários. No final da restauração, Shaw vai convidar a família do candidato para discutir a criação de um cenário ou um evento falso, em que eles podem devolver o carro ao proprietário. O evento falso também é geralmente apresentado de uma forma cômica, com Shaw muitas vezes estando disfarçado, antes de revelar quem ele é, e suas intenções para o proprietário, que é então apresentado ao seu carro restaurado.
Um especial foi ao ar como o primeiro episódio da terceira temporada que caracteriza Sir Stirling Moss. A 1962 Sebring Austin Healey Sprite, uma vez dirigido em Sebring como parte de uma equipe de corrida com Steve McQueen e Sir Stirling Moss, foi restaurado pela equipe e foi colocado no museu Heritage Motor Centre, uma vez concluído. Na corrida de 1962, um carro irmão foi dirigido por Moss a uma vitória da classe, e em segundo lugar geral. Esse carro havia sido destruído, mas foi restaurado pela equipe e é o único Sebring Sprite restante no mundo.

## Episódios
Três temporadas de SOS Carros foram ao ar, cada uma contém 10 episódios.
| Temporada | Episódios | Exibição (USA) |
| --------- | --------- | -------------- |
| 1         | 10        | 2013           |
| 2         | 10        | 2014           |
| 3         | 10        | 2015           |